# Ворзи
Ворзи́ (фр. Vauxrezis) — коммуна во Франции, находится в регионе Пикардия. Департамент коммуны — Эна. Входит в состав кантона Суасон-1. Округ коммуны — Суасон.
Код INSEE коммуны — 02767.

## Население
Население коммуны на 2010 год составляло 334 человека.
| 1962 | 1968 | 1975 | 1982 | 1990 | 1999 | 2010 |
| ---- | ---- | ---- | ---- | ---- | ---- | ---- |
| 180  | 170  | 184  | 335  | 347  | 355  | 334  |

## Экономика
В 2010 году среди 251 человека трудоспособного возраста (15—64 лет) 168 были экономически активными, 83 — неактивными (показатель активности — 66,9 %, в 1999 году было 72,8 %). Из 168 активных жителей работали 151 человек (84 мужчины и 67 женщин), безработных было 17 (10 мужчин и 7 женщин). Среди 83 неактивных 20 человек были учениками или студентами, 46 — пенсионерами, 17 были неактивными по другим причинам.